# George Hislop
 (août 2019).
Si vous disposez d'ouvrages ou d'articles de référence ou si vous connaissez des sites web de qualité traitant du thème abordé ici, merci de compléter l'article en donnant les références utiles à sa vérifiabilité et en les liant à la section « Notes et références ».
George Hislop (3 juin 1927 - 8 octobre 2005) était l’un des militants homosexuels les plus influents au Canada. Il a été l'un des tout premiers candidats ouvertement gay à briguer des fonctions politiques au Canada et a joué un rôle clé dans l'essor de la communauté gay de Toronto.

## Biographie

### Début de carrière
Hislop étudie l'art dramatique à la Banff School of Fine Arts et obtient son diplôme en 1949. Il travaille ensuite comme acteur et dirige une entreprise de design d'intérieur avec son partenaire, Ron Shearer. 

### Activisme
En 1971, Hislop a cofondé la Community Homophile Association of Toronto, l'une des premières organisations canadiennes pour les gais et les lesbiennes. Le 28 août 1971, il prenait part à l'organisation de We Demand, la première manifestation canadienne pour les droits des gays tenue sur la colline du Parlement. En 1977, il joue un rôle critique d'intermédiaire avec la police dans la dénonciation du meurtre d'Emanuel Jaques. . 

### Élections
En 1980, Hislop s'est présenté au poste de conseiller aux élections municipales de Toronto. Sa candidature est soutenue par le maire sortant John Sewell, une prise de position qui contribuera à lui faire perdre son poste. L’association des policiers de Toronto (TPA) s'était prononcé contre les deux candidats. L'année suivante, Hislop se présente comme candidat indépendant à l'élection provinciale afin d'attirer l'attention sur les raids policiers de 1981 visant les bains gays de Toronto. Pour avoir été le copropriétaire d'un bain, le Barracks bathhouse, Hislop faisait lui-même l'objet d'accusations criminelles découlant des raids. Il fut défait avec 2 677 voix (9,3%), un résultat appréciable pour un candidat indépendant. 
Au cours des années 1980 et 1990, Hislop poursuit ses activités entrepreneuriales et militantes.  

### Activités ultérieures
En 2003, le député George Smitherman recommande la nomination de Hislop pour l'Ordre de l'Ontario. 
La même année, Hislop et d'autres militants présentent un recours collectif contre le gouvernement fédéral. L'objet de le demande vise la rétroactivité du paiement des prestations de retraite aux conjoints survivants de même sexe pour les années antérieures à 1998, soit l'année de la reconnaissance des couples de même sexe dans le cadre du Régime de pension du Canada (RPC/CPP). Hislop s'était vu refuser ces prestations au décès de son partenaire en 1986.   
La poursuite visait à étendre les prestations rétroactives à l'inclusion, en 1985, des droits à l'égalité des homosexuels et des lesbiennes dans la Charte des droits et libertés. Le 26 novembre 2004, la Cour donne gain de cause à Hislop et ses co-demandeurs, bien que le gouvernement fédéral ait par la suite déposé un appel controversé de la décision. Le gouvernement fédéral a perdu cet appel le 1er mars 2007, lorsque la Cour suprême s'est prononcée en faveur de Hislop. 
Toujours en 2004, Hislop était le grand maréchal du défilé de la fierté à Toronto. 
En 2005, Hislop a été le premier récipiendaire du prix Karl Heinrich Ulrichs de l' International Lesbian and Gay Law Association en l' honneur de sa contribution à la promotion de l' égalité des LGBT au Canada, et a été cité par le leader du Nouveau Parti démocratique Jack Layton comme une influence importante à l'égard de son soutien aux questions LGBT. En août de la même année, Hislop recevait son premier chèque de pension en vertu du jugement de 2004. 
Le Toronto Star  a rapporté que M. Hislop, qui souffrait de diabète, de la maladie de Parkinson et d'un cancer de l' œsophage, est décédé le 8 octobre à l'hôpital Grace de Toronto. Dans son avis de décès, Eye Weekly a qualifié Hislop de « maire officieux de la communauté gay de Toronto ». 
En octobre 2005, une semaine seulement après son décès, Hislop se vit décerner à titre posthume le premier prix Jonathan R. Steinert et Fernando G. Ferreiro, le plus important prix canadien récompensant la contribution aux communautés LGBT. La bourse de 12 500 $, instaurée par la Fondation pour l’appel de la communauté lesbienne et gay, fut remise à la succession de Hislop. 
Un parc situé dans le quartier Church and Wellesley est nommé en son honneur. En hommage à sa contribution significative à la culture l’histoire LGBT au Canada, la Collection nationale de portraits des Archives lesbiennes et gays du Canada conserve un portrait de Hislop réalisé par l’artiste Norman Hatton.